# 倪文
倪文（1447年—1517年），字仲章，福建省政和县人。明武宗时期的南京司礼监掌印太监。死后由礼部右侍郎杨廉为他撰写墓志铭。

## 生平
正统十二年（1447年），出生。
天顺七年（1463年），进入宫廷，在内书堂学习。
成化二年（1466年），进入司礼监，从事文书工作。
成化年间，任职司礼监左少监。
弘治元年（1488年），奉旨出使湖广。
弘治十二年（1499年），任內官监监掌太监，负责镇守中都，祭祀祖陵。
正德二年（1507年），任南京司礼监掌印太监。
正德十二年（1517年），去世。

## 亲属
- 倪进（父）
- 宋氏（母）
- 倪州（二弟）
- 倪童（三弟）
- 倪胡（四弟）
- 倪留（五弟）
- 倪纶（养子）